# Hive (電視劇)
《Hive》（韓語：하이브），是一部即將上映的韓國科幻電視劇，改編自金圭三的同名網絡漫畫，由郭景澤和李凎執導，馬東石主演。

## 劇情背景
故事設定於未來，由於空氣中的氧氣濃度過高，世界上的昆蟲體積都變得異常龐大，威脅著人類文明。

## 演員
- 馬東石[2]

## 製作
《Hive》於2022年8月11日宣佈製作，改編自金圭三（김규삼）的網絡漫畫《Hive》，由Ascendio開發，視覺特效製作公司Giant Step負責後期特效製作，預定於串流平台發行。Ascendio亦同時宣佈該劇將會由郭景澤和李凎（리건）共同執導，馬東石擔任主演。主體拍攝於同月開始，但在同年10月暫停拍攝，媒體報導指該劇劇組出現內部矛盾導致部份人員離職，而且因資金不足無法支付馬東石的演出費而被迫中止製作，但隨後製作公司Ascendio對外解釋指該劇僅因為修改劇本而延期拍攝。同年12月21日，馬東石的經紀公司確認Ascendio出現財務問題，該劇的拍攝計劃已經暫停，但Ascendio隨即反駁指該劇尚未完成拍攝，固然未給馬東石演出費用，並否認公司出現財務問題。